# Ukrajina
Ukrajina (ukrajinsko Україна, latinizirano: Ukrajina izgovorjava [ʊkrɐˈjinɐ] () je država v Vzhodni Evropi. Je druga največja država v Evropi za Rusijo s katero meji na vzhodu in severovzhodu. Na severu meji na Belorusijo; na zahodu na Poljsko, Slovaško in Madžarsko; na jugu na Romunijo in Moldavijo; in ima obalo vzdolž Azovskega in Črnega morja. Zajema okoli 600.000 km2, s približno 40 milijoni prebivalcev. Glavno in največje mesto države je Kijev. Uradni in državni jezik je ukrajinščina, večina ljudi pa tekoče govori tudi ruščino. Ukrajina je neodvisna od leta 1991, njen trenutni predsednik pa je Volodimir Zelenski.
Ozemlje sodobne Ukrajine je bilo naseljeno že od 32.000 let pred našim štetjem. V srednjem veku je bilo območje središče vzhodnoslovanske kulture pod Kijevsko Rusijo, ki jo je dokončno uničila mongolska invazija v 13. stoletju. V naslednjih 600 letih so območje delile in vladale zunanje sile, vključno s Poljsko-litovsko skupnostjo, Avstrijskim cesarstvom, Osmanskim cesarstvom in Ruskim carstvom. Kozaški hetmanat se je pojavil v osrednji Ukrajini v 17. stoletju, vendar je bil razdeljen med Rusijo in Poljsko, na koncu pa ga je v celoti vključilo Rusko cesarstvo. V 19. stoletju je prišlo do rasti ukrajinskega nacionalizma, zlasti v Galiciji, ki je bila takrat del Avstro-Ogrske. Po ruski revoluciji se je ponovno pojavilo ukrajinsko nacionalno gibanje in leta 1917 je bila ustanovljena Ukrajinska ljudska republika. Ta kratkotrajna država je bila na silo prestrukturirana v Ukrajinsko Sovjetsko Socialistično republiko, ki je leta 1922 postala ustanovna članica Sovjetske zveze (ZSSR). Od leta 1932 do 1933 je v času gladomora umrlo na milijone Ukrajincev. Leta 1939 je ZSSR po paktu Ribbentrop-Molotov od Poljske priključila Zahodno Ukrajino. Nemška okupacija med drugo svetovno vojno je privedla do smrti okoli 7 milijonov Ukrajincev in večine ukrajinskih Judov. Ukrajina je bila po Ruski SFSR druga najbolj poseljena in industrializirana republika Sovjetske zveze.
Ukrajina je ponovno pridobila neodvisnost leta 1991 z razpadom Sovjetske zveze. Od svoje neodvisnosti je Ukrajina unitarna republika s polpredsedniškim sistemom. Razglasila je nevtralnost in z Rusijo in drugimi državami CIS ustanovila omejeno vojaško partnerstvo, leta 1994 pa je vzpostavila tudi partnerstvo z Natom. Leta 2013 je po prelomu obljub predsednika Viktorja Janukoviča o približevanju EU izbruhnilo množično protestno gibanje Evromajdan, ki je z Revolucijo dostojanstva preraslo v njegovo odstavitev. Rusija je zatem z okupacijo Krima in vojno v Donbasu začela Rusko-ukrajinsko vojno, ki je februarja 2022 s še trajajočo rusko invazijo v polnem obsegu, prerasla v največjo vojno v Evropi po drugi svetovni vojni.
Je članica Združenih narodov, Sveta Evrope, OVSE, organizacije GUAM, Association Trio in Lublinskega trikotnika ter v procesu vstopa v EU.

## Poimenovanje
Skozi zgodovino se je za Ukrajino uporabljalo več različnih imen. Ozemlje sodobne države se je pred slovansko poselitvijo imenovalo po Skitih in Sarmatih. Po naselitvi Slovanov se je za Ukrajino več stoletij v domačem jeziku uporabljalo ime Rus'. Iz tega se je prek latinščine razvil eksonim Rutenija in prek grščine Rusija (prednico današnje Rusije se je v teh časih imenovala Moskovska velika kneževina oz. v latinskih virih Moskovia), kasneje pa se je razvilo tudi poimenovanje Mala Rusija in Rdeča Rusija. V 16.-17. stoletju se je pojavila Zaporoška Seč in Kozaški hetmanat z neuradnim poimenovanjem Ukrajina, ki je sčasoma nadomestilo Rus' in postalo skupno ime Ukrajincev in njihove države.

### Rus' in Rutenija
Najstarejša omemba imena Rus' oz. Rusija (v slovenščini se za razliko od večine slovanskih jezikov in starevzhodnoslovanščine izraz Rus'  enači z »Rusija«, ki pa v tem kontekstu nima povezave s sodobno Rusijo ali Rusi) kot geografsko ime se pojavi leta 911 v sporazumu med kijevskim princem Olegom in Bizantinskim cesarstvom, ki mu je dodeljeval oblast nad ozemljem okoli Kijeva. V prihodnosti se je ime Rus' razširilo na vse ozemlje pod nadzorom kijevskih princev (država Rus' oz. sodobno Kijevska Rusija). To je vključevalo osrednji del Dnepra (kneževine Kijev, Černigov in Perejaslav) oz. v širšem smislu večji del Vzhodne Evrope (regije bolj oddaljene od Dnepra pogosto kot »zunanja Rusija«). V Bizantinskem cesarstvu se je uporabljalo helenizirano ime Rusija (Ρωσία), medtem ko se je v latinščini uveljavil eksonim »Rutenija«. Po razpadu Kijevske Rusije zaradi vdorov Mongolov, se je ime Rus'  uporabljalo za Gališko-volinsko kneževino. Med 1398 in 1569 se je Rus' uporabljal kot del celotnega imena Velike litovske kneževine in med 1434 in 1772 se je v Republiki obeh narodov Gališki del Poljske krone imenoval Rusko (Rutensko) vojvodstvo. V Avstrijskem cesarstvu se je ukrajinski del (Kraljestvo Galicije in Lodomerije, 1772-1918) imenoval Rutenija. Prednica današnje Rusije se je v tistem obdobju imenovala Moskovska velika kneževina. Ta se je leta 1547 pod Ivanom Groznim prvič sama uradno poimenovala Rus' oz. Rusija in v sledečih stoletjih povsem prevzela pomen tega imena. Polemika legitimnosti uporabe imena Rus' za Rusijo je bila izpostavljena v 19. stoletju, kasnejši avtorji pa so mdr. to uporabo imena označili za »krajo« z utemeljitvijo, da se ime prvotno nanaša na današnjo Ukrajino.

### Ukrajina
Poimenovanje »Ukrajina« (starovzhodnoslovansko: Оукраина) se je po Ipatski kroniki prvič pojavilo leta 1187 v Kijevskem letopisu, kjer se nanaša Perejaslavsko kneževino Kijevske Rusije, katere vzhodni del je mejil na Pontsko-kaspijsko stepo - ime je pomenilo »stepsko obmejno ozemlje«. Ime se pojavi tudi v kronikah iz 1189, 1213, 1280 in 1282, kjer se nanaša na Galicijo, Volinijo, Kijevsko regijo, Podolje in Braclavsko regijo.
Ime Ukrajina se zopet pojavi v sredini 17. stoletja po ustanovitvi Zaporoške Seč. V kartografiji se je v tem obdobju razširila uporaba imena Ukrajina za njeno današnje ozemlje. V drugi polovici 17. stoletja se je izraz Ukrajina uveljavil kot zemljepisno ime za osrednji del Dnepra in tudi politično kot neuradno ime Kozaškega hetmanata. Po vključitvi ukrajinskih ozemelj v Moskovsko oz. Rusko carstvo, je ime Ukrajina postalo povezano z regijo v okolici Dnepra. Po preoblikovanju v Ruski imperij v 18. stoletju, se je znotraj imperija ozemlje uradno imenovalo »Mala Rusija«. V 18. in še posebno 19. stoletju je ime Ukrajina prevzemalo vedno večjo vlogo, nadvladalo regionalna imena in postalo samozadostno skupno ime Ukrajincev.:186 Prvič se je kot uradno ime države uporabilo leta 1917 z nastankom Ukrajinske ljudske republike.
Obstaja več razlag sodobnega imena države. Tradicionalna razlaga, najpogostejša v etimoloških slovarjih, temelji na uporabi imena Ukrajina kot »območje ob meji« oz. »obrobno območje« Kijevske Rusije v 12. stoletju in kasnejši uporabi za obmejna območja Gališko-volinske kneževine, Republike dveh narodov, Ruskega carstva in Poljske. V sodobnem času je ta razlaga deležna kritik in revizij, mdr. zaradi kozaške uporabe tega imena za njihovo lastno ozemlje, označena pa je bila tudi kot produkt carske Rusije - enačenje z rusko besedo okraina (окраина), ki pomeni »obrobno območje«. Ukrajinski filologi so postavili več teorij o pomenu; »regija/kneževina/država«, »ozemlje okoli« (središča) ali pa združitev »u« (у) v smislu »v« oz. »domač« in »krajina« (країна) oz. »kraj« v protipomenko besede »tujina«.

## Zgodovina

### Prazgodovina
V ukrajinskem naselju Korolevo na zahodu države so bili odkriti najstarejši zanesljivo datirani dokazi o prisotnosti človečnjakov v Evropi - pred 1,4 milijona leti. Sodobni ljudje so Ukrajino in njeno okolico poseljevali od 32.000 let pr.n.št., kar dokazujejo najdbe v Krimskem gorovju. Od 4.500 pr.n.št. je na ozemlju Ukrajine med Dneprom in Dnestrom uspevala neolitska tripoljsko-kukutenska kultura. Na njenem ozemlju je bil najverjetneje prvič udomačen konj. Kurganska hipoteza umešča območja Ukrajine kot lingvistično domovino protoindoevropejcev. Zgodnje migracije Indoevropejcev iz Pontske stepe v 3. tisočletju pred našim štetjem so razširile Jamsko pašniško kulturo in indoevropejske jezike v velik del Evrope. Med železno dobo so območje naseljevali govorci iranskih jezikov - Kimerci, Skiti in Sarmati. Med 700 in 200 pr.n.št. je bila del Skitskega kraljestva.
Od 6. stoletja pr.n.š. so na severno-vzhodni obali Črnega morja bile ustanovljene Grške, Rimske in Bizantinske kolonije (npr. Tiras, Olbija, Hersonesus), ki so uspevale vse do 6. stoletja. Na ozemlju so bili tudi Goti, ki so jih po 370 nadvladali Huni. V 7. stoletju je bila vzhodna Ukrajina središče Velike Bolgarije, vendar so se ti konec stoletja razselili v različne smeri, ozemlje pa so prevzeli Hazari.
V 5. in 6. stoletju so v Ukrajini živeli Anti, ki so bili predstavniki zgodnjih Slovanov. Migracije iz današnje Ukrajine na Balkan so povzročile nastanek mnogih južnoslovanskih narodnosti. Migracije proti severu, vse do jezera Ilmen, so vodile do nastanka Ilmenskih Slovenov in Krivičev. Po avarskem vdoru leta 602 in uničenju zveze Antov, je večina teh ljudi živela v ločenih plemenih vse do začetka 2. tisočletja.

### Zlata doba Kijeva
Podrobnosti o ustanovitvi Kijevske Rusije so zamegljene in negotove. Država je obsegala večino sodobne Ukrajine, Belorusije in del zahodnega dela evropske Rusije. Po zgodovini minulih let, so stari vzhodni Slovani sprva bili Varjagi iz Skandinavije. Leta 882 je poganski princ Oleg odvzel Kijev Askoldu in Diru ter ga proglasil za novo prestolnico Kijevske Rusije. Nekateri zgodovinarji tej teoriji nasprotujejo in trdijo, da so bila vzhodna slovanska plemena v južnem delu Dnepra že v samostojnem procesu organizacije v državo. Varjaška elita, tudi vladajoča dinastija Rurikidov, se je kasneje asimilirala v slovansko populacijo. Kijevsko Rusijo je sestavljalo več kneževin, ki so jim vladali rurikidški knezi, ki so se pogosto bojevali za oblast nad Kijevom.
Med 10. in 11. stoletjem je Kijevska Rusija postala največja in najmočnejša država v Evropi - to obdobje se imenuje Zlata doba. Začela se je z vladavino Volodimira Velikega (980-1015), ki je državo pokristjanil. Pod njegovim sinom, Jaroslavom Modrim (1019-1054), je država dosegla svoj kulturni in vojaški vrhunec. Kmalu zatem se je Kijevska Rusija razdelila in narasla je moč posameznih regij. Pod vladavino Volodimirja Monomaha (1113-1125) in njegovega sina Mstislava (1125-1132) je moč države kratkotrajno spet narasla, nakar se je po Mstislavovi smrti razdelila na ločene kneževine. Kljub temu je vladavina nad Kijevom še več desetletij imela prestižen naziv. V 11. in 12. stoletju je dominantna sila v stepi na severni obali Črnega morja bila nomadska konfederacija Kumanov in Kipčakov.
Mongolska invazija Kijevske Rusije v 13. stoletju je dokončno uničila Kijevsko Rusijo - po obleganju Kijeva leta 1240, so mesto Mongoli uničili. Na zahodu sta se že pred tem pojavili močni kneževini Galicija in Volinija, ki sta se združili v Gališko-volinsko kneževino. Danilo Gališki, sin Romana Velikega, je ponovno združil večji del juhozahodnega dela Kijevske Rusije; Volinijo, Galicijo in Kijev. Zato ga je papeški odposlanec leta 1253 okronal za prvega kralja Rutenije.

### Tuja dominacija
Leta 1349 po Gališko-Volinskih vojnah, je bila regija razdeljena med Poljsko kraljestvo in Veliko litovsko kneževino. Od sredine 13. do poznega 15. stoletja je Genovska republika na severni obali Črnega morja ustanovila mnoge kolonije, ki so postale pomembna trgovska središča. Leta 1430 je bilo v Poljsko priključeno Podolje, na ozemlje današnje Ukrajine pa se je naseljevalo vedno več Poljakov. Leta 1441 je Hadži I. Geraj na Krimu in okoliških stepah ustanovil Krimski kanat. Ta je v vpadih zajemal ljudi in jih zasužnjeval; v treh stoletjih okoli 2 milijona.
Leta 1569 je bila z Lublinsko unijo ustanovljena Republika obeh narodov. Večina ukrajinskih ozemelj je bila iz litovske oblasti prenešena pod Krono kraljevine Poljske. Pod pritiskom polonizacije se je velik del rutenskega plemstva spreobrnil v katolištvo in postal del šlahte - poljskega nižjega plemstva.

### Kozaški hetmanat
Ker ni več bilo zaščite rutenskega plemstva, so se tlačani in meščani za zaščito obrnili k Zaporoškim kozakom. Sredi 17. stoletja se je vzpostavila kozaška vojaška kvazi-država - Zaporoška Seč. Čeprav je Poljska nad njimi imela le malo nadzora, so ji koristili proti Turkom in Tatarom, občasno pa so tudi delovali kot zavezniki. Zaradi nadaljevanja grobega tlačanstva rutenskega ljudstva s strani poljske šlahte (velik del katere so bili polonizirani rutenski plemiči) in zatiranja pravoslavne cerkve, so bili kozaki vedno bolj odtujeni od Poljakov. Obravnavali so jih kot okupatorje in sovražnike ter so proti različnim vzvodim oblasti vodili oborožen odpor - tudi proti lokalnim predstavnikom oblasti in katoliški cerkvi.
Leta 1648 je Bogdan Hmelnicki vodil največjo kozaško vstajo proti Republiki dveh narodov in poljskemu kralju, ki je imela tudi široko podporo med prebivalstvom. Hmelnicki je ustanovil Kozaški hetmanat, ki je obstajal vse do leta 1764 (po nekaterih virih 1782). Po hudem porazu Hmelnickega leta 1651 v bitki pri Beresteczku se je bil prisiljen obrniti po pomoč k ruskemu carju. Leta 1654 je bil s Perejaslavskim sporazumom podrejen ruskemu monarhu.
Po smrti Hmelnickega je njegovo državo opustošila 30-letna vojna med Ruskim carstvom, Poljsko, Krimskim kanatom, Osmanskim cesarstvom in kozaki, kateri so vsi želeli oblast nad hetmanatom. To obdobje (1657-1686) je poimenovano Ruina (dob. ruševina). Med Poljsko in Ruskim carstvom je bil naposled leta 1686 podpisan Sporazum o večnem miru, ki je hetmanat razdelil med njima. Oblast Poljske se je zmanjšala na območje zahodno od Dnepra. Istega leta je Kijevsko metropolo anektiral Moskovski patriarhat in ga podredil Moskvi. Kozaški hetman Ivan Mazepa (1639-1709) je skušal povrniti suverenost hetmanata in odstraniti odvisnost od Ruskega carstva, zato se je pridružil Švedom v Veliki severni vojni (1700-1721), vendar so bili poraženi v Bitki pri Poltavi (1709).
Po tem je bila avtonomija hetmanata močno okrnjena. Med leti 1764 in 1781 je Katarina Velika večji del osrednje Ukrajine vključila v Ruski imperij, ukinila Kozaški hetmanat in Zaporoško Seč ter pomagala zadušiti zadnji veliki kozaški upor - Kolijivščino. Po aneksaciji Krima v Rusko carstvo leta 1783 se je na tem območju začelo priseljevanje Rusov. Vzpostavljena je bila politika rusifikacije, zatrta je bila uporaba ukrajinščine in ukrajinska nacionalna identiteta. Po razpadu Republike obeh narodov leta 1795 je bil zahodni del Ukrajine razdeljen med Ruskim in Avstrijskim cesarstvom.

### 19. in zgodnje 20. stoletje
V 19. stoletju je prišlo do porasta ukrajinskega nacionalizma. Z urbanizacijo, modernizacijo in kulturnimi trendi k romantičnem nacionalizmu, so se predstavniki ukrajinske inteligenca posvetili nacionalnemu preporodu in družbeni pravičnosti. Taras Ševčenko (1814-1861), tlačan, ki je postal narodni pesnik, in politični teoretik Mihajlo Dragomanov (1841-1895), sta bila vodji narodno budilnega gibanja. Pod Habsburžani v Galicija v Avstrijskem cesarstvu so bili pogoji za narodno gibanje relativno ugodni, v delu pod ruskim nadzorom pa so bili močno zatirani, med drugim je bila leta 1876 uzakonjena prepoved skoraj vseh knjih v ukrajinščini.
Ukrajina je, tako kot preostalo Rusko cesarstvo, začela z industrijsko revolucijo kasneje kot večina Evrope. V Donbasu so bila odkrita nahajališča premoga, industrija pa se je vzpostavila v nekaterih večjih mestih kot je Kijev in Odesa - preostali del dežele pa je preostal večinoma odvisen od kmetijstva in izkoriščanja naravnih dobrin. V avstrijskem delu je bilo stanje še posebno slabo, kar je več sto tisoč ljudi prisililo v emigracijo. Posledica je bila ustanovitev močnih skupnosti izseljencev v različnih državah kot je Kanada, ZDA in Brazilija. Del Ukrajincev je emigriral na Daljni vzhod. Po podatkih popisa prebivalstva iz leta 1897 je v Sibiriji živelo 223.000 Ukrajincev in 102.000 v srednji Aziji. Po izgradnji Transsibirske železnice se je na vzhod preselilo še dodatnih 1.6 milijona Ukrajincev. Na Daljnem vzhodu se je zaradi velikega števila Ukrajincev pojavilo ime Zelena Ukrajina.
Z začetkom prve svetovne vojne se je v Ukrajini začelo obdobje vojskovanja, ki je trajalo vse do konca leta 1921. Ob začetku vojne so bili Ukrajinci razdeljeni med Avstro-Ogrsko in Ruski imperij (večji del), ki sta se bojevala na nasprotnih straneh. Po razpadu Ruskega imperija, se je 1. svetovna vojna v Ukrajini razvila v ukrajinsko vojno za neodvisnost, Ukrajinci pa so se borili z ali proti Rdeči, Beli, Črni in Zeleni vojski, s Poljaki, Madžari in Nemci, ki so posredovali na različnih točkah. 
Mihajlo Gruševski je poskusil ustanoviti levo usmerjeno neodvisno državo Ukrajinsko ljudsko republiko, ki pa jo je pestila politična in vojaška nestabilnost. Po državnem udaru Pavla Skoropadskega je bila ustanovljena Ukrajinska država po nemškim protektoratom. Direktorat Ukrajine je neuspešno skušal ponovno obuditi ljudsko republiko, ukrajinsko vojsko pa so premagale različne sile. Kratek čas sta obstajali tudi Zahodnoukrajinska ljudska republike in Guculska republika.
Za Ukrajino je bil rezultat prve svetovne vojne delna zmaga druge poljske republike, ki je anektirala zahodni del Ukrajine in zmaga prosovjetskih sil, ki so uspele uničiti različne fakcije in ustanoviti Ukrajinsko sovjetsko socialistično republiko. Medtem je še Bukovino okupirala Romunija in Zakarpatje je postalo avtonomna regija Češkoslovaške. Vojne za različne dele Ukrajine je opustošila regijo, predvsem osrednji in vzhodni del. V delu, ki je bil nekdaj del Ruskega imperija je bilo ubitih približno 1,5 milijona ljudi, stotisoče pa je ostalo brez domov. Vzhodni del je še dodatno opustošila lakota leta 1921.

### Medvojno obdobje
V medvojnem obsobju je na Poljskem maršal Józef Piłsudski za zmanjšanje sovjetskega vpliva na vzhodno regijo Kresy skušal pridobiti ukrajinsko podporo s podelitvijo lokalne avtonomije. Po njegovi smrti leta 1935 so bile te ideje opuščene, saj niso pomirile Ukrajincev. Ti so ustanovili Organizacijo ukrajinskih nacionalistov (OUN), ki je izvajala atentate na poljske vladne uradnike. Poljska vlada se je na to odzvala z omejitvijo pravic vseh državljanov, ki so bili ukrajinske narodnosti. To je med Ukrajinci vodilo do splošne podpore OUN in ostalih nacionalističnih, tudi militarističnih gibanj, ki so delovala v ilegali.
Hkrati je novoustanovljena Ukrajinska SSR postala ena izmed ustanovnih članic Sovjetske zveze. Komunistično vodstvo Ukrajinske SSR je pod Mikolo Skripnikom v 20ih letih izvajalo politiko ukrajinizacije. Vrh Sovjetske zveze je sprva podpiralo narodni preporod Ukrajinske kulture in jezika kot del splošne politike korenizacije, ki je skušala podpirati kulturne in jezikovne napredke avtohtonih ljudstev v njihovih republikah.
Ob istem času je vodja zveze Vladimir Lenin začel s svojim programom Nova ekonomska politika (NEP), ki je vzpostavil vrsto tržnega socializma, ki je dopuščal določena manjša in srednja podjetja v zasebni lasti. Želja je bila vzpodbuditi povojno obnovo, predvsem na področju kmetijstva - večji del katerega je bil v Ukrajini. NEP je zato nazaj v državo privabil mnoge nekdanje vodje Ukrajinske ljudske republike.
To obdobje je po Leninovi smrti prekinil vzpon Josifa Stalina, ki je ukinil NEP v ti. »velikem prelomu«. Proti koncu 1920ih let je začel s centralno vodenim planskim gospodarstvom. Sovjetska Ukrajina je bila del industrializacije in je v 1930ih početverila svojo industrijsko proizvodnjo.
Zaradi Stalinove politike je kmečko prebivalstvo bilo žrtev kolektivizacije pridelkov. Ta je bila del prve petletke in jo je prisilno izvajala vojska in tajna policija ČEKA. Vsi, ki so se ji upirali, so bili aretirani in deportirani v gulage in delovna taborišča. Na kolektiviziranih kmetijah so bile postavljene nerealistične proizvodne kvote, v primeru nedoseganja teh kvot pa kmeti niso smeli prejeti zrnja za lastno prehrano. To je vodilo v obsežno umetno ustvarjeno lakoto - Gladomor - v kateri je umrlo več milijonov Ukrajincev. Več držav (vključno s Slovenijo) Gladomor priznava kot genocid nad Ukrajinci, za katerega je bil odgovoren Josif Stalin in druge sovjetske vodje.
V veliki čistki je Stalin pobil svoje domnevne politične nasprotnike, kar je skupaj s 1. svetovno vojno in kolektivizacijo povzročilo izgubo nove generacije ukrajinske inteligence, kar je bilo poimenovano usmrčena renesansa.

### Druga svetovna vojna
Po nemški in sovjetski invaziji na Poljsko septembra 1939, sta si jo državi razdelili med seboj. Vzhodna Galicija in Volinija, kjer je živelo večinsko ukrajinsko prebivalstvo, sta postali del Ukrajinske SSR. To je predstavljalo prvo popolno združitev Ukrajincev po Kijevski Rusiji. Leta 1940 se je Ukrajinska SSR še dodatno razširila s severnim in južnim delom Besarabije, severno Bukovino in regijo Gerca, ki so bili odvzeti kraljevini Romuniji (iz preostalih odvzetih ozemelj je nastala Moldavska SSR). Po pariškem mirovnem sporazumu leta 1947 so bila ta ozemlje tudi mednarodno priznana kot del Sovjetske zveze.
Nemčija je 22. junija 1941 napadla Sovjetsko zvezo, ki je bila pred tem njena zaveznica. Sile osi so sprva hitro napredovale proti neuspešni obrambi Rdeče armade. V bitki za Kijev je mesto prejelo naziv »mesto heroj«. V tej bitki je bilo ubitih ali zajetih preko 600.000 sovjetskih vojakov, kar je predstavljalo četrtino sovjetske zahodne fronte. Mnogi ujetniki so bili deležni hudih kršitev pravic. Po okupaciji Ukrajine, je na večini ozemlja bil ustanovljen Reichskommissariat Ukrajina, katerega namen je bilo izkoriščanje naravnih dobrin in kasneje naselitev Nemcev. Del zahodnih Ukrajincev, ki so bili priključeni Sovjetski zvezu po napadu na Poljsko, je sprva Nemce pozdravljal kot osvoboditelje. To vzdušje ni trajalo dolgo, saj Nemci niso izkoristili nasprotovanja prebivalstva stalinističnim politikam. Nacisti so ohranili sistem kolektivnih kmetij, izvajali genocidno politiko proti Judom, milijone ljudi deportirali v Nemčijo kot ti. Ostarbeiter-je in začeli z programom depopulizacije, ki je bil prvi korak za bodočo nemško kolonizacijo. Nemci so izvedli tudi blokado transporta hrane po Dnepru.
Večina Ukrajincev se je borila v ali poleg Rdeče armade in odporniških enot. V zahodni Ukrajini se je leta 1942 vzpostavilo neodvisno gibanje Ukrajinska uporniška vojska (UPA), ki je bilo oboroženo krilo Organizacije ukrajinskih nacionalistov (OUN). Obe organizaciji sta stremeli k neodvisni ukrajinski državi na območju z ukrajinsko večino. To jih je vodilo v konflikt z Nemci, vendar je krilo pod vodstvom Andrija Melnika občasno z njimi tudi sodelovalo. Od sredine 1943 in do konca vojne je UPA izvedel več pobojev Poljakov v Voliniji in vzhodni Galiciji, v katerih je bilo ubitih približno 100.000 Poljakov, kar je vodilo do povračil. Organizirani poboji so bili poskus OUN, da bi ustvarili homogeno državo brez poljske manjšine znotraj svojih meja, in da bi preprečili Poljski, da bi po vojni poskusila prevzeti nadzor nad ozemlji, ki so bili njen del pred vojno. Po koncu vojne je UPA vodila oborožen odpor proti Sovjetski zvezi vse do sredine 1956. V istem obdobju je delovala tudi Ukrajinska osvobodilna vojska, ki je kolaborirala z nacisti.
V Rdeči armadi se je skupno borilo med 4,5 in 7 milijonov Ukrajincev. Polovica partizanskih enot, ki so leta 1944 skupno štele do 500.000 pripadnikov, je bilo Ukrajincev. UPA je štela med 15.000 in 100.000 pripadnikov.
Večino bojevanja v drugi svetovni vojni je potekalo na vzhodni fronti. Skupno je bilo ubitihi približno 6 milijonov Ukrajincev, kar vključuje približno 1,5 milijona ukrajinskih Judov, ki so jih ubile Einsatzgruppen, občasno ob pomoči lokalnih kolaboratorjev. Od 8,6 milijona ubitih sovjetskih vojakov, je bilo 1,4 milijona Ukrajincev. Dan zmage 8. maja je en izmed enajstih državnih praznikov v Ukrajini.

### Povojna sovjetska Ukrajina
Ukrajina je bila po vojni opustošena in je potrebovala velike količine dela za obnovitev. Uničenih je bilo preko 700 mest in 28.000 vasi. V letih 1946 in 1947 je situacijo še dodatno poslabšala lakota, do katere je prišlo zaradi suše in uničene infrastrukture. Umrlo je več deset tisoč ljudi. Leta 1945 je Ukrajinska SSR postala ena izmed ustanovnih članic Organizacije združenih narodov in je poleg Belorusije imela pravico glasovanja, čeprav nista bili samostojni (podlaga za to je bil poseben dogovor z Jaltske konference). Republika se je tudi dodatno razširila z aneksacijo Zakarpatja. Prebivalstvo je postalo bolj homogeno zaradi povojnega obsežnega prisilnega preseljevanja v Sovjetski zvezi. Odstranjene so bile različne skupnosti Nemcev in preostali Krimski Tatari. Do 1. januarja 1953 so Ukrajinci predstavljali 20% deportirancev v zvezi.
Po smrti Stalina leta 1953, je Nikita Hruščov postal novi vodja Sovjetske zveze in začel z destalinizacijo in otoplitvijo odnosov. Med njegovim vodenjem je bil Krimski polotok vključen v Ukrajinsko SSR iz Ruske. Formalni razlog je bilo prijateljsko darilo, vendar je šlo tudi za ekonomske razloge. To je bila zadnja ozemeljska širitev Ukrajine, njene meje so se ohranile vse do sodobne neodvisne države. Ukrajina je bila ena izmed najpomembnejših republik v zvezi. Več vodilnih položajev so zasedli Ukrajinci; mdr. tudi Leonid Brežnjev, četrti voditelj zveze med 1964 in 1982. Kljub temu je bil on (poleg Volodimirja Ščerbitskega) odgovoren za obsežno rusifikacijo Ukrajine in zatiranje nove generacije ukrajinskih intelektualcev, ki je bila poimenovana Šestdesetnjaki.
Do leta 1950 je republika presegla predvojne ravni industrijske proizvodnje. Ukrajina je postala vodilna v Evropi po industrijski proizvodnji in središče sovjetske vojaške industrije in visokotehnoloških raziskav. Sovjetska vlada je investirala v hidroenergetske in jerske projekte, ki so bili potrebni za zadostno oskrbo industrije z energijo. 26. aprila 1986 se je v Černobilu z eksplozijo jedrskega reaktorja zgodila Černobilska nesreča, ki je najhujša jedrska nesrečna v zgodovini.

### Neodvisnost
Mihail Gorbačov je vodil politiko omejene liberalizacije javnega življenja in skušal reformirati stagnirajoče gospodarstvo. Poskus slednjega je bil neuspešen, demokratizacija Sovjetska zveze pa je podžgala nacionalistične in separatistične tendence med etničnimi manjšinami, tudi Ukrajinci. 16. julija 1990 je kot del ti. Parade suverenosti novoizvoljeni vrhovni svet Ukrajinske SSR sprejel Deklaracijo o državni suverenosti Ukrajine. Nekateri komunisti so 1991 izvedli neuspešen državni udar, po katerem je 24. avgusta Ukrajina razglasila neodvisnost. Ta je bila potrjena na referendumu, kjer je 1. decembra 92% volilcev glasovalo za neodvisnost. Novi predsednik Leonid Kravčuk je podpisal Beloveški sporazum, s katerim je Ukrajina postala ena izmed ustanovnih članic ohlapne Skupnosti neodvisnih držav. Kljub temu država ni nikoli postala njena polnopravna članica, saj ni ratificirala njenih ustanovnih sporazumov. S tem je bila usoda Sovjetske zveze zapečatena, razpadla je 26. decembra 1991.
Sprva je ekonomska prihodnost Ukrajine izgledala boljša kot v večini ostalih republik, čeprav je bila ekonomsko med revnejšimi. Vendar med prehodom iz komunizma na sistem prostega trga, je država utrpela hujšo gospodarsko krizo kot preostale nekdanje republike. Med krizo 1991-1999 je Ukrajina utrpela 60% padec BDP in hiperinflacijo, ki je 1993 dosegla vrhunec 10.000%. Stabilizacija je bila dosežena šele po tem, ko je nova valuta, grivna, konec leta 1998 utrpela velik padec vrednosti, delno kot posledica ruske finančne krize istega leta. Posledica neuspešne ekonomske politike 1990ih je bila masovna privatizacija državne lastnine v žepe novega socialnega sloja ekstremno bogatih in vplivnih posameznikov - oligarhov. Po veliki finančni krizi (2007-2009) je Ukrajina zopet doživela hudo recesijo, ki je sledila v novo recesijo po začetku rusko-ukrajinske vojne leta 2014 in še eno z odkrito rusko invazijo leta 2022. Ukrajinska ekonomija je vse od osamosvojitve dosegala slabe rezultate, predvsem zaradi sistemske korupcije in slabega upravljanja. V 1990ih je zato potekalo več organiziranih stavk in protestov. Ruska agresija je preprečila večje ekonomsko okrevanje v 2010ih, boj proti pandemiji covida-19 pa je otežila nizka precepljenost in še potekajoča ruska invazija.
Politiko Ukrajine sta zaznamovali dve temi; odnos med Ukrajino, Zahodom in Rusijo ter klasična delitev levo-desno. Prva predsednika, Kravčuk in Leonid Kučma, sta skušala držati ravnotežje med različnima vizijama prihodnosti države. Kasnejša, Viktor Juščenko in Viktor Janukovič, pa sta bila pro-zahodna oz. pro-ruska. Proti Janukoviču sta se razvili dve množični protestni gibanji. Leta 2004 je prišlo do Oranžne revolucije, ko je več desettisoč protestnikov zaradi volilne prevare v prid Janukoviču zahtevalo ponovitev volitev (nato je bil izvoljen Juščenko). Pozimi 2013/2014 je potekalo gibanje Evromajdan, ki je nastalo kot posledica Janukovičove zavrnitve podpisa sporazuma o približevanju EU. Po mesecih protestov, na katerih so Janukovičove sile ubile več kot 100 ljudi, je pobegnil v Rusijo, parlament pa ga je v revoluciji dostojanstva odstavil s položaja. Rusija ni želela priznati nove vlade, ki jo je imenovala »hunta« in trdila, da je šlo za »državni udar« s strani ZDA.
Čeprav je Rusija leta 1994 podpisala Budimpeški memorandum, v katerem ji je za zameno varovanja ozemeljske celovitosti Ukrajina predala svoj obsežen arzenal jedrskega orožja in raket, je po odstavitvi proruskega predsednika napadla Ukrajino. Konec februarja in začetek marca 2014 je okupirala Krim s ti. malimi zelenimi možmi (evfemizem za neoznačene ruske vojake). Po tem je prek marionetnih separatističnih republik Doneck in Lugansk sprožila vojno v Donbasu. Po mesecih spopadov in uspešni ukrajinski protiofenzivi je 24. avgusta 2014 Rusija vstopila v Ukrajino z rednimi enotami. Ukrajinsko vojsko so potisnili na frontno črto, ki je bila od februarja 2015 do februarja 2022 ustaljena. Konflikt je bil delno zamrznjen vse do 24. februarja 2022, ko je Rusija izvedla novo invazijo, ki še traja. Začetni ruski načrt za invazijo ni bil uspešen, Ukrajina je uspela osvoboditi mnoga območja in obraniti prestolnico; vseeno danes Rusija okupira približno 17% Ukrajine. To vključuje dele Luganske, Hersonske, Zaporoške in Donecke oblasti ter celoten Krim.
Ruska agresija je celotno politično ozračje v državi obrnila proti zahodu. Kmalu po Janukovičovem pobegu je Ukrajina junija 2014 podpisala sporazum o povezavi z EU, državljanom pa je bila tri leta kasneje dodeljena pravica potovanja brez vizumov. Januarja 2019 je bila Pravoslavna cerkev Ukrajine priznana kot neodvisna od Moskovskega patriarhata, kar je razveljavilo odločitev konstantinopelskega patriarhata iz 1686, ki je patriarhat v Kijevu podredil Moskvi - to je predstavljalo hud udarec vplivu Moskve v Ukrajini. Po invaziji leta 2022 je Ukrajina postala kandidatka za članstvo v EU. V začetku 2023 se je začela obsežna protikorupcijska kampanja, ki je privedla do odstavitev mnogih oseb na vodilnih položajih.

## Geografija
S površino 603.550 kvadratnih kilometrov je Ukrajina ena od 50 največjih držav sveta in največja država, ki v celoti leži v Evropi (od evropskih držav je večja Rusija, katere večji del leži v Aziji).
Večino površja države predstavljajo obširne ravnice Vzhodnoevropskega nižavja, ki prehajajo v stepe in planote. Prečkajo jih reke, ki se izlivajo v Črno morje, največji od njih sta Dneper in Dnester, na jugozahodu pa mejo z Romunijo predstavlja delta Donave. Na račun obsežnih rodovitnih ravnin, ki so posejane predvsem z žitom, je dobila Ukrajina vzdevek »žitnica Evrope«. Bolj gorato območje so le Karpati na zahodu države, kjer se nahaja tudi najvišji vrh v državi, Goverla z 2061 m nadmorske višine.
Največje mesto je glavno mesto Kijev na severu države, z okoli 2,8 milijona prebivalcev, več kot milijon pa jih imajo še Harkov, Odesa in Dnipro.
Pomembni naravni viri v Ukrajini vključujejo litij, zemeljski plin, kaolinit, les in obilo obdelovalnih površin. Ukrajina ima veliko okoljskih problemov. Nekatere regije nimajo zadostnih zalog pitne vode. Onesnaženost zraka in vode vplivata na državo, pa tudi na krčenje gozdov in onesnaženost s sevanjem na severovzhodu zaradi nesreče leta 1986 v jedrski elektrarni v Černobilu.

### Podnebje
Ukrajina ima pretežno zmerno podnebje, razen južne obale Krima, ki ima subtropsko podnebje. Na podnebje vpliva zmerno topel, vlažen zrak iz Atlantskega oceana. Povprečne letne temperature se gibljejo med 5,5-7 °C na severu, na jugu pa do 11-13 °C. Največ padavin je na zahodu in severu, najmanj pa na vzhodu in jugovzhodu. Zahodna Ukrajina, zlasti v Karpatih, prejme okoli 120 cm padavin letno, medtem ko Krim in obalna območja Črnega morja prejmejo okoli 40 cm.
Pričakuje se, da se bo razpoložljivost vode iz večjih porečij zmanjšala, zlasti poleti. To predstavlja tveganje za kmetijski sektor. Negativni vplivi podnebnih sprememb na kmetijstvo se najbolj čutijo na jugu države, ki ima stepsko podnebje. Svetovna banka je izjavila, da je Ukrajina zelo ranljiva za podnebne spremembe.

### Biotska raznovrstnost
Ukrajina vsebuje šest kopenskih ekoregij: srednjeevropski mešani gozdovi, krimski submediteranski gozdni kompleks, vzhodnoevropska gozdna stepa, panonski mešani gozdovi, karpatski gorski gozdovi iglavcev in pontska stepa. Tam je nekoliko več iglastih kot listnatih gozdov. Najbolj gosto gozdnato območje je Polesje na severozahodu; z borom, hrastom in brezo. Obstaja 45.000 živalskih vrst, od katerih je približno 385 ogroženih vrst uvrščenih v Rdečo knjigo Ukrajine. Mednarodno pomembna mokrišča pokrivajo več kot 7.000 km2.

## Politika
Ukrajina je republika z polpredsedniškim sistemom z ločeno zakonodajno, izvršilno in sodno oblastjo.

### Ustava Ukrajine
Ustava Ukrajine je bila sprejeta in ratificirana junija 1996 na 5. zasedanju ukrajinskega parlamenta Vrhovna rada. Ustava je bila sprejeta s 315 od 450 možnih glasov za (najmanj 300 za). Pravico do spremembe ustave po posebnem zakonodajnem postopku ima izključno parlament. Edini organ, ki lahko razlaga ustavo in ugotavlja ali je zakonodaja v skladu z njo je ustavno sodišče Ukrajine. Od leta 1996 dalje se državni praznik Dan ustave praznuje 28. junija.

### Predsednik, parlament in vlada
Predsednik je izvoljen s splošnim glasovanjem za petletni mandat in je uradni državni poglavar. Zakonodajna veja Ukrajine vključuje enodomni parlament s 450 sedeži, Vrhovna rada. Parlament je v prvi vrsti odgovoren za oblikovanje izvršilne veje oblasti in kabineta ministrov, ki ga vodi predsednik vlade. Predsednik ima pooblastilo za imenovanje ministrov za zunanje zadeve in obrambo ter pooblastilo za imenovanje generalnega tožilca in vodjo Varnostne službe.
Ustavno sodišče lahko razveljavi zakone, akte parlamenta in kabineta, predsedniške uredbe in akte krimskega parlamenta, če se ugotovi, da kršijo ustavo. Drugi normativni akti so predmet sodnega nadzora. Vrhovno sodišče je glavni organ v sistemu sodišč splošne pristojnosti. Lokalna samouprava je uradno zagotovljena. Lokalni sveti in mestni župani so splošno izvoljeni in nadzorujejo lokalne proračune. Vodje območnih in okrajnih uprav imenuje predsednik na predlog predsednika vlade.

### Oborožene sile
Po razpadu Sovjetske zveze je Ukrajina na svojem ozemlju podedovala vojaško silo s 780.000 ljudmi, opremljeno s tretjim največjim arzenalom jedrskega orožja na svetu. Leta 1992 je Ukrajina podpisala Lizbonski protokol, s katerim se je država strinjala, da bo odstopila vse jedrsko orožje Rusiji in se pridružila Pogodbi o neširjenju jedrskega orožja kot država brez jedrskega orožja. Do leta 1996 je država postala država brez jedrskega orožja.
Ukrajina je dosledno ukrepala v smeri zmanjšanja konvencionalnega orožja. Podpisala je Pogodbo o konvencionalnih oboroženih silah v Evropi, ki je zahtevala zmanjšanje tankov, topništva in oklepnih vozil (vojaška sila se je zmanjšala na 300.000). Država načrtuje preoblikovanje sedanje vojske, ki temelji na obveznikih, v poklicno prostovoljno vojsko. Ukrajinska vojska je na predvečer ruske invazije 2022 imela 196.600 aktivnih vojakov in okoli 900.000 rezervistov.

### Upravna delitev
Ukrajina je upravno razdeljena na eno avtonomno republiko (Avtonomna republika Krim), 24 oblasti in dve mesti s posebnim statusom – Kijev (prestolnica) in Sevastopol. Oblasti in avtonomna republika se naprej delijo na 136 rajonov, ti pa na 1469 gromad (občin). 
Pred teritorialno in upravno reformo leta 2020 je Ukrajina uporabljala sistem, podedovan iz Sovjetske zveze, po katerem je obstajalo 490 rajonov in do 187 mest oblastnega pomena. Na tretji stopnji so se kraji delili na mesta rajonskega pomena, naselja mestnega tipa ter na podeželska naselja – »vasi« in »naselja«.
| Oblasti | Oblasti                          |
| --- | -------------------------------- |
| - Čerkaška - Černigovska - Črnoviška - Dnipropetrovska - Donecka - Ivano-Frankivska - Harkovska - Hersonska - Hmelnicka - Kijevska - Kirovogradska - Luganska - Lvovska - Mikolajivska - Odeška - Poltavska - Rivenska - Sumska - Ternopilska - Viniška - Volinska - Zakarpatska - Zaporoška - Žitomirska |                                  |
| Avtonomna republika | Mesta s posebnim statusom        |
| - Avtonomna republika Krim | - Mesto Kijev - Mesto Sevastopol |

Avtonomna republika Krim in Sevastopol sta od 2014 okupirani s strani Rusije. Del Donecke in Luganske oblasti je od 2014 pod nadzorom ruskih marionetnih republik. Po invaziji leta 2022 je Rusija dodatno okupirala del Hersonske in Zaporoške oblasti. Mednarodna skupnost ne priznava nobene izmed okupacij oz. sledečih aneksacij, vsa ozemlja de iure pripadajo Ukrajini.

## Gospodarstvo
Leta 2021 je bilo kmetijstvo največji gospodarski sektor, Ukrajina pa je bila največji svetovni izvoznik pšenice. Vendar Ukrajina ostaja med najrevnejšimi državami v Evropi  in leta 2021 je bila korupcija v državi ocenjena najslabše na celini za Rusijo. Leta 2021 je ukrajinski BDP na prebivalca po pariteti kupne moči znašal nekaj več kot 14.000$. Kljub zagotavljanju nujne finančne podpore je MDS pričakoval, da se bo gospodarstvo leta 2022 zaradi invazije Rusije močno skrčilo.
Leta 2021 je povprečna mesečna plača v Ukrajini dosegla najvišjo raven pri skoraj 14.300 ₴ (okoli 465 €). Približno 1 % Ukrajincev je leta 2019 živelo pod nacionalnim pragom revščine. Brezposelnost v Ukrajini je bila leta 2019 4,5-odstotna. Leta 2019 je bilo 5–15 % ukrajinskega prebivalstva uvrščenih v srednji razred. Leta 2020 je državni dolg Ukrajine znašal približno 50 % njenega nominalnega BDP.
V letu 2021 sta bili pomembni sektorji mineralne surovine in lahka industrija. Ukrajina proizvaja skoraj vse vrste transportnih vozil in vesoljskih plovil.  Letala Antonov in tovornjaki KrAZ se izvažajo v številne države. Evropska unija je glavni trgovinski partner države.
Pred rusko-ukrajinsko vojno je bilo število turistov, ki so obiskali Ukrajino, osmo v Evropi po lestvici Svetovne turistične organizacije. Ukrajina ima številne turistične znamenitosti: gorske verige, primerne za smučanje, pohodništvo in ribolov: obala Črnega morja priljubljena poletna destinacija; naravni rezervati različnih ekosistemov; cerkve, grajske ruševine in druge arhitekturne in parkovne znamenitosti. Kijev, Lvov, Odesa in Kamjanec-Podilski so bili glavna turistična središča Ukrajine, od katerih je vsako ponujalo številne zgodovinske znamenitosti in izredno gostoljubno infrastrukturo. Turizem je bil nekoč glavni opornik gospodarstva Krima, vendar se je število obiskovalcev po ruski priključitvi leta 2014 močno zmanjšalo.
Sedem čudes Ukrajine in Sedem naravnih čudes Ukrajine sta izbor najpomembnejših znamenitosti Ukrajine, ki jih je izbrala širša javnost z glasovanjem na internetu.

### Kmetijstvo
Ukrajina je med največjimi svetovnimi kmetijskimi proizvajalci in izvozniki in jo pogosto opisujejo kot "krušno košaro Evrope". V sezoni mednarodnega trženja pšenice 2020/21 (julij-junij) se je uvrstila na šesto mesto največjega izvoznika pšenice, kar predstavlja devet odstotkov svetovne trgovine s pšenico. Država je tudi velik svetovni izvoznik koruze, ječmena in ogrščice. V letu 2020/21 je predstavljala 12 odstotkov svetovne trgovine s koruzo in ječmenom ter 14 odstotkov svetovnega izvoza oljne ogrščice. Njen trgovinski delež je še večji v sektorju sončničnega olja, saj je država v letih 2020/2021 predstavljala približno 50 odstotkov svetovnega izvoza.

### Transport
Uničenih je bilo veliko cest in mostov, mednarodna pomorska potovanja pa so bila blokirana zaradi ruske invazije na Ukrajino leta 2022. Pred tem je mednarodni pomorski transport potekal predvsem skozi Pristanišče Odesa, od koder so redno pluli trajekti v Carigrad, Varno in Haifo. Največje trajektno podjetje, ki upravlja te poti, je bilo UkrFerry. Več kot 1.600 km plovnih poti poteka na 7 rekah, večinoma na Donavi, Dnepru in Pripetu. Vse ukrajinske reke pozimi zamrznejo, kar omejuje plovbo.
Železniški promet v Ukrajini povezuje vsa večja urbana območja, pristanišča in industrijska središča s sosednjimi državami. Največja koncentracija železniških tirov je regija Donbas. Čeprav je železniški tovorni promet v devetdesetih letih dvajsetega stoletja upadel, je Ukrajina še vedno ena največjih uporabnikov železnic na svetu.
Ukraine International Airlines je glavni in največji letalski prevoznik s sedežem v Kijevu in glavnim vozliščem na kijevskem mednarodnem letališču Borispol. Opravljal je domače in mednarodne potniške lete in tovorne storitve v Evropo, Bližnji vzhod, ZDA, Kanado,  in Azijo.

### Energija
Energija v Ukrajini je v glavnem plinskega in premogovnega izvora, sledita ji jedrska energija in nato nafta. Premogovniško industrijo je onemogočila vojna. Večina plina in nafte je uvožena, vendar je energetska politika od leta 2015 prednostno razvejala oskrbo z energijo.
Približno polovica proizvodnje električne energije je jedrska in četrtina premoga. Največja jedrska elektrarna v Evropi, Jedrska elektrarna Zaporožje, se nahaja v Ukrajini. Subvencije za fosilna goriva so leta 2019 znašale 2,2 milijarde USD. Do leta 2010 je vse ukrajinsko jedrsko gorivo prihajalo iz Rusije, zdaj pa večina ne.
Čeprav se tranzit plina zmanjšuje, je leta 2021 skozi Ukrajino teklo več kot 40 milijard kubičnih metrov (bcm) ruskega plina, kar je predstavljalo približno tretjino ruskega izvoza v druge evropske države. Med rusko invazijo na Ukrajino leta 2022 je bilo uničene nekaj energetske infrastrukture.
16. marca 2022 je Evropsko združenje sistemskih operaterjev elektroenergetskega omrežja sporočilo, da sta bila ukrajinsko električno omrežje in elektroenergetsko omrežje Moldavije poskusno uspešno sinhronizirana s sinhronim omrežjem celinske Evrope, kar državam omogoča, da svoje elektroenergetske sisteme ločijo od Rusije, prej del integriranega elektroenergetskega sistema, ki vključuje tudi Belorusijo.

### Informacijska tehnologija
Internet v državi je robusten, ker je raznolik. Ključni uradniki lahko kot rezervo uporabljajo Starlink. Industrija IT je leta 2021 prispevala skoraj 5 odstotkov k BDP Ukrajine, leta 2022 pa se je nadaljevala tako znotraj kot zunaj meja države.

## Kultura
Ukrajinski običaji so pod močnim vplivom pravoslavnega krščanstva, prevladujoče vere v državi. Tudi vloge spolov so bolj tradicionalne in stari starši imajo večjo vlogo pri vzgoji otrok kot na Zahodu. Na kulturo Ukrajine so vplivale tudi njene vzhodne in zahodne sosede, kar se odraža v njeni arhitekturi, glasbi in umetnosti.
Komunistična doba je precej močno vplivala na umetnost in pisanje Ukrajine. Leta 1932 je Stalin socialistični realizem naredil za državno politiko v Sovjetski zvezi, ko je razglasil odlok »o obnovi literarnih in umetniških organizacij«. To je močno zaviralo ustvarjalnost. V osemdesetih letih 20. stoletja je bila uvedena glasnost (odprtost) in sovjetski umetniki in pisatelji so se spet lahko svobodno izražali, kot so želeli.
Leta 2023 je UNESCO vpisal 8 objektov v Ukrajini na seznam svetovne dediščine. Ukrajina je znana tudi po svojih dekorativnih in ljudskih tradicijah, kot so slikanje Petrikivka, kosivska keramika in kozaške pesmi. Med februarjem 2022 in marcem 2023 je UNESCO preveril škodo na 247 območjih, vključno s 107 verskimi območji, 89 stavbami umetniškega ali zgodovinskega pomena, 19 spomenikih in 12 knjižnicami. Od januarja 2023 je zgodovinsko središče Odese vpisano na seznam ogrožene svetovne dediščine.
Tradicija velikonočnih jajc, znanih kot pisanke, ima v Ukrajini dolge korenine. Ta jajca so risali z voskom, da so ustvarili vzorec; nato so jajca nanesli z barvo, da so jajca prijetno obarvana, barva pa ni vplivala na prej z voskom premazane dele jajca. Ko je bilo celotno jajce pobarvano, so vosek odstranili, tako da je ostal samo pisan vzorec. Ta tradicija je stara na tisoče let in pred prihodom krščanstva v Ukrajino. V mestu Kolomija blizu vznožja Karpatov je bil leta 2000 zgrajen muzej Pisanka, ki je bil leta 2007 nominiran za spomenik sodobne Ukrajine v okviru akcije Sedem čudes Ukrajine.
Ministrstvo za kulturo Ukrajine je od leta 2012 oblikovalo Nacionalni popis elementov nesnovne kulturne dediščine Ukrajine, ki je od februarja 2024 sestavljen iz 92 postavk.

### Območja svetovne dediščine
- Kijev: cerkev sv. Sofije in z njo povezane samostanske stavbe, Kijevska Pečerska lavra  — 1990, 2005, 2021
- Staro mestno jedro Lvova — 1998, 2008
- Rezidenca metropolitov pravoslavne cerkve Bukovine in Dalmacije v Černivcih - 2011
- Antično mesto Tavrični Hersones in njegova Hora v Sevastopolu - 2013
- Struvejev geodetski lok (del) – 1998 (pri Staro-Nekrasivki, Baranivki, Felštinu in Katerinivki)
- Starodavni prvobitni bukovi gozdovi Karpatov in drugih delov Evrope — 2007, 2011, 2017, 2023
- Lesene cerkve Karpatske regije na Poljskem in v Ukrajini - 2013
- Zgodovinsko središče Odese - 2023 ogrožen